# Valkuil (kuil)

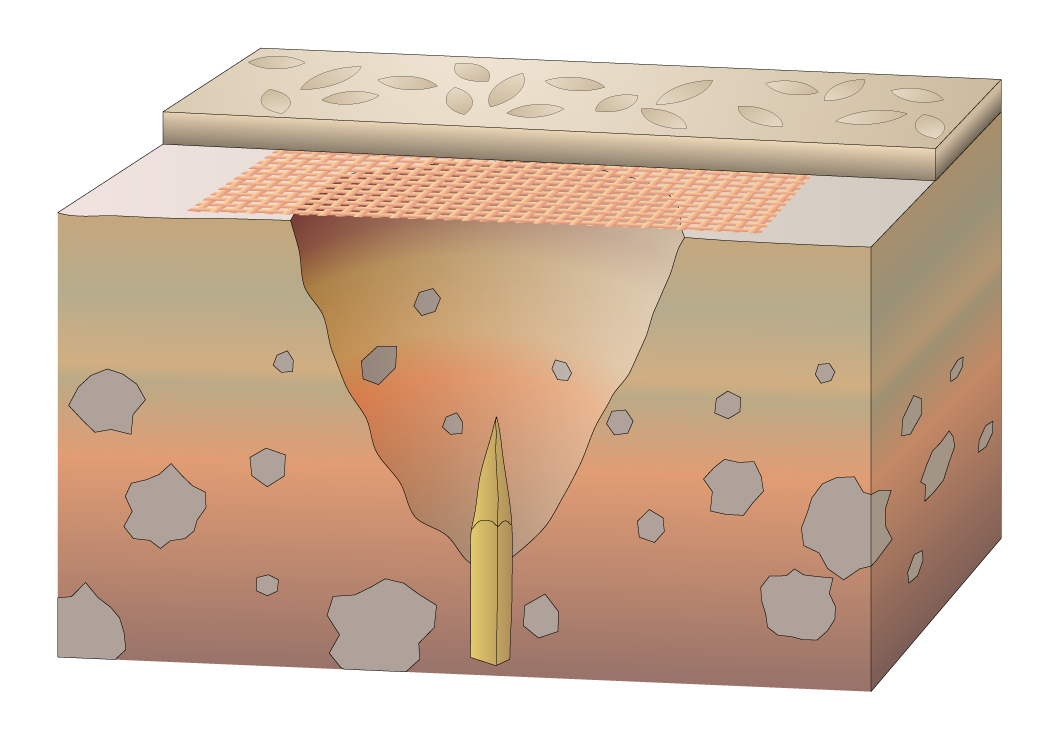
Een lelie is een voorbeeld van een valkuil.

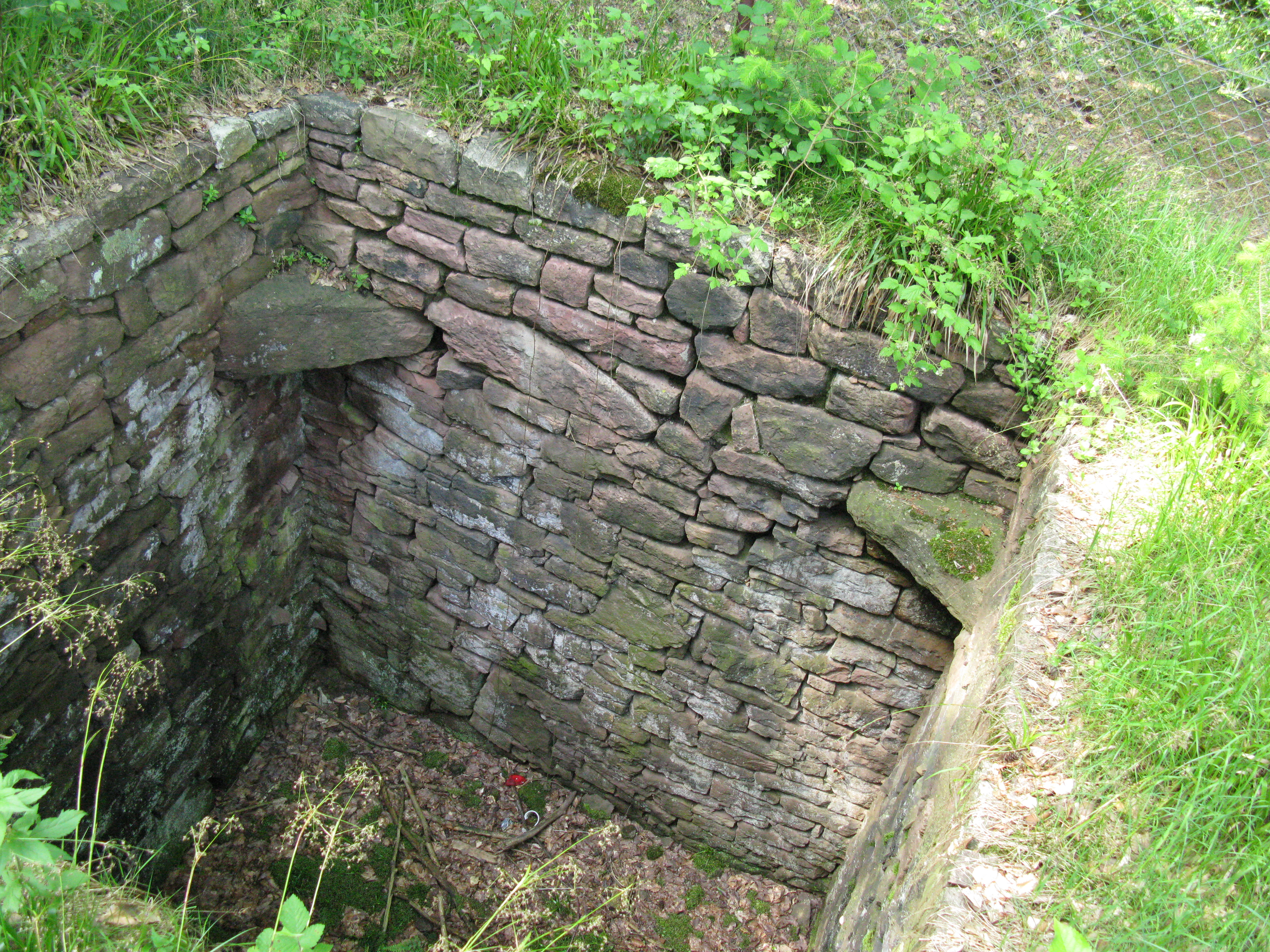
Een valkuil voor wolven, nabij Hohenwart, Beieren, Duitsland

Een valkuil was oorspronkelijk een jacht- of krijgstechniek.
Een gegraven kuil werd overdekt (gecamoufleerd) met takken, bladeren en/of een fijne laag aarde. Ze werd gegraven op de bospaden die door dieren of tegenstanders werden gevolgd. Door het breken van de bedekking viel het slachtoffer in de kuil en kon gemakkelijk worden gevangen of gedood. Soms werden in de kuil verticale puntige stokken geplaatst, zodat het dierslachtoffer door zijn val op de stokken gespiest werd en meteen dood was.

## Valkuil als uitdrukking
"In de valkuil trappen" wordt veeleer in overdrachtelijke zin gebruikt, als "zich laten beetnemen of misleiden".
De valkuil is ook de soort van kuil die bedoeld wordt in de uitdrukking: Wie een kuil graaft voor een ander, valt er zelf in.